# Xlapak

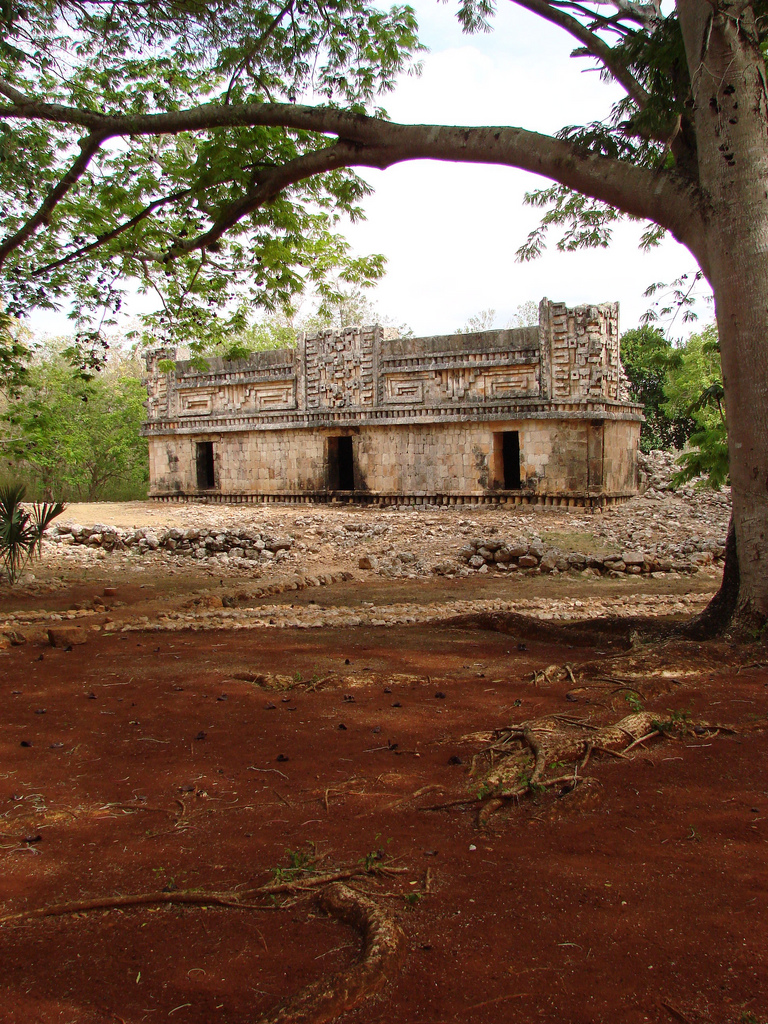
Palast I mit Ecksäulen und Dekorpaneelen in Form übereinandergestellter Chaac-Masken

Xlapak (auch Xlabpak; deutsch = 'alte Mauern') ist eine Ruinenstätte der Maya auf der Halbinsel Yucatán im gleichnamigen Bundesstaat Mexikos.

## Lage
Xlapak liegt im Zentrum der Puuc-Region etwa 37 km (Fahrtstrecke) südöstlich von Uxmal. Zusammen mit den benachbarten archäologischen Stätten von Kabáh, Labná, Sayil und Chacmultún bildet es eine Gruppe kleinerer und eher selten besuchter Maya-Stätten auf der Halbinsel Yucatán.

## Geschichte
Zur Zeit seiner Erbauung (ca. 600–800 n. Chr.) war Xlapak umgeben von Maisfeldern (milpas). Darüber hinaus spielte mit Sicherheit auch die Haltung von Haustieren (Hunde, Truthühner) sowie die Jagd in den angrenzenden Buschwäldern eine wichtige Rolle für die Proteinversorgung der Bevölkerung. Anfang des 20. Jahrhunderts wurde die Stätte von der archäologischen Forschung entdeckt und freigelegt; gegen Mitte des Jahrhunderts wurde das Hauptgebäude teilweise restauriert bzw. rekonstruiert.

## Sehenswürdigkeiten

### Architektur

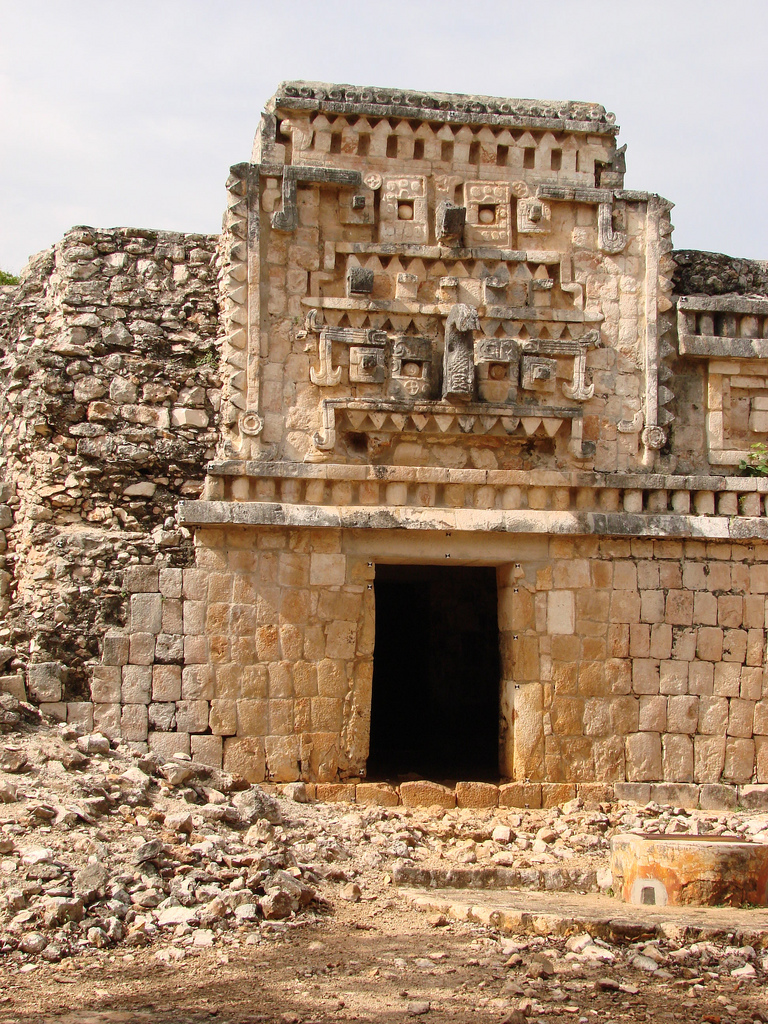
Palast I (Detail)

Nur drei Palastgebäude sind in Xlapak von Bedeutung. Alle sind im sogenannten 'Puuc-Stil' erbaut, dessen wesentliches Kennzeichen eine Zweiteilung der Außenfassaden ist. Die unteren Teile der Außenwände blieben völlig undekoriert, wohingegen im leicht vorkragenden oberen Teil reichhaltige, wahrscheinlich unverputzte Steinmosaike angebracht wurden, welche nur mit Farbe bemalt waren.
Das fünftürige Gebäude I gehört – trotz seiner teilweisen Zerstörung – zu den eindrucksvollsten Bauten der Maya-Architektur Yucatáns; seine mit Ecksäulen besetzten Außenwände sind im oberen Teil mit beeindruckenden übereinandergestellten und mit mehreren Zahnreihen versehenen Chaac-Masken geschmückt, deren geometrisch-kantige Erscheinung auf die nahe ikonografische Verwandtschaft des Regengottes der Maya zu Tlaloc, dem Regengott der Kulturen des zentralmexikanischen Hochlandes hinweist. Zwischen den riesigen Chaac-Masken finden sich geometrisch-abstrakte Dekormotive.
Die Gebäude II und III sind weitgehend zerstört; einige erhaltene Elemente des Bauschmucks verweisen darauf, dass es sich ebenfalls um imposante Gebäude gehandelt hat.
So ausgereift die Steinmosaiken von Xlapak sind, so seltsam erscheint das Fehlen einer großen Tempelpyramide und eines Ballspielplatzes. Ob dies – wie einige Forscher vermutet haben – auf ein Nachlassen identitätsstiftender religiöser Überzeugung am Ende der klassischen Phase der Maya-Architektur (vgl. in diesem Zusammenhang auch Edzná) zurückzuführen ist, kann heute nicht mehr geklärt werden.

### Sonstiges
Zu den Funden in Xlapak gehören auch ein etwa 1,20 m hoher steinerner Phallus sowie mehrere etwa 40 cm hohe steinerne menschenähnliche Köpfe, über deren Funktion sowie den ursprünglichen Aufstellungs- bzw. Anbringungsort Unklarheit herrscht. Die Köpfe ruhen heutzutage auf Architekturelementen, die den Verknotungen von Holzstäben (oder aber den Internodien von Schilfgräsern) nachgebildet sind und sich an den Bauten der Puuc-Region häufiger finden. Die für das Maya-Tiefland der klassischen Zeit typischen, mit Figuren und/oder Glyphen versehenen, Stelen oder Altäre finden sich in der Puuc-Region nur selten.